# Vereniging van Medici in Suriname
De Vereniging van Medici in Suriname (VMS) is een Surinaamse vereniging van medisch specialisten.
Naast de behartiging van de belangen van haar leden heeft de vereniging het doel de geneeskunde en volksgezondheid te bevorderen.
De vereniging werd rond het begin van 1970 opgericht. Ze ontstond uit een fusie van het Surinaams Medisch Genootschap, de Vereniging van Geneesheren en de Vereniging van Specialisten.
Enkele voorzitters waren Michel Blokland (2012, erna minister), Pieter Voigt (2012-2020) en Mukesh Simbhoedatpanday (2020-heden).